# 11740 Джорджсміт
11740 Джорджсміт (11740 Georgesmith) — астероїд головного поясу, відкритий 22 жовтня 1998 року.
Тіссеранів параметр щодо Юпітера — 3,285.